# Segreto bancario svizzero
Il segreto bancario svizzero è l'istituto del segreto bancario vigente in Svizzera.
Il sistema bancario elvetico, uno dei più importanti a livello internazionale, deve probabilmente parte del suo sviluppo e del suo successo al particolare segreto bancario, introdotto ufficialmente nel 1934, unito alla proverbiale neutralità e stabilità politica che ha rappresentato un rifugio per persone e capitali in fuga dai vari schieramenti in conflitto.

## Storia
Nel 1713 il Parlamento del Cantone di Ginevra delibera di vietare alle banche di condividere le informazioni sui loro clienti.
Nel 1872 il codice penale del Cantone Basilea Città rimarca il carattere penale delle eventuali indiscrezioni sul segreto bancario.
L'8 novembre 1934 viene approvata la legge bancaria nazionale, votata quasi all'unanimità: un solo voto contrario su 119 favorevoli al Consiglio Nazionale. Entra in vigore il 1º marzo 1935, anche se ufficiosamente il segreto bancario era di fatto già applicato da parecchi anni.
Dopo l'emanazione della legge istitutiva, nel corso dei decenni seguenti alcuni casi (tra cui quello degli averi degli ebrei vittime dell'Olocausto in giacenza dopo la seconda guerra mondiale) hanno portato alla ribalta internazionale il segreto bancario svizzero gettando ombre sull'etica degli affari delle banche elvetiche e danneggiando l'immagine dell'intera piazza finanziaria.
Nel 1970 vengono inasprite le pene per i trasgressori che passano da sei mesi di reclusione a tre anni.
Nel 2015 si inasprisce ulteriormente, la trasgressione diventa reato punibile fino a cinque anni di reclusione.
A partire dalla fine degli anni settanta del XX secolo l'Associazione Svizzera dei Banchieri, in accordo con le banche associate, ha introdotto la Convenzione relativa all'obbligo di diligenza delle banche, che ha come obiettivi la salvaguardia dell'immagine della piazza finanziaria elvetica e la lotta contro il riciclaggio di denaro, in cui le banche affiliate, in una sorta di autocontrollo, ribadiscono la necessità di identificare il contraente, determinare l'avente diritto economico (ovvero il reale beneficiario dei fondi). In caso di violazione della Convenzione di diligenza la banca è tenuta a versare all'ASB fino a 10 milioni di CHF che verranno donati alla Croce Rossa Svizzera.

## Disciplina normativa
L'articolo 47 della legge federale sulle banche e le casse di risparmio del 1934 e successive modifiche indica che:
1. È punito con una pena detentiva sino a tre anni o con una pena pecuniaria chiunque, intenzionalmente:
  1. rivela un segreto che gli è confidato o di cui ha notizia nella sua qualità di membro di un organo, impiegato, mandatario o liquidatore di una banca, membro di un organo o impiegato di una società di audit;
  2. ovvero tenta di indurre a siffatta violazione del segreto professionale.
2. Chi ha agito per negligenza è punito con la multa sino a 250 000 franchi.
3. In caso di recidiva entro cinque anni da una condanna passata in giudicato, la pena pecuniaria è di almeno 45 aliquote giornaliere.
4. La rivelazione del segreto è punibile anche dopo la cessazione della carica, della funzione o dell’esercizio della professione.
5. Sono fatte salve le disposizioni delle legislazioni federali e cantonali sull’obbligo di dare informazioni all’autorità e di testimoniare in giudizio.
6. Il perseguimento e il giudizio delle azioni punibili in conformità di queste disposizioni competono ai Cantoni. Sono applicabili le disposizioni generali del Codice penale<»

(Art. 47, Lege federale sulle banche e le casse di risparmio, 8 novembre 1934.)
art.1bis È punito con una pena detentiva sino a cinque anni o con una pena pecuniaria chiunque, commettendo un atto di cui al capoverso 1 lettera a o c, ottiene per sé o per altri un vantaggio patrimoniale.
In quest'ottica è anche stata abolita l'esistenza di libretti di risparmio al portatore, implementati i controlli d'identificazione (per esempio agli sportelli in caso di movimentazione sospetta e superiore ai 10 franchi svizzeri) oppure potenziata la classificazione, il controllo e pure l'accettazione in banca dei clienti politicamente esposti (che comportano un rischio di riciclaggio o di corruzione maggiore). Le affiliate estere delle banche svizzere sono inoltre tenute a rispettare il codice e le normative elvetiche anche se operano in nazioni con legislature meno restrittive in materia di riciclaggio.

## Limiti del segreto
Il segreto bancario elvetico è un segreto parziale, poiché esiste l'obbligo per gli istituti di credito di collaborare e consegnare tutta la documentazione richiesta dalla magistratura in caso di attività criminali, processi penali, procedimenti di esecuzione forzata e di frode fiscale.
Il diritto di accedere alle informazioni bancarie vale anche, a prescindere che il reato sia commesso in Svizzera o all'estero, per le autorità estere in virtù di trattati come la Convenzione europea di assistenza giudiziaria penale (CEAG) oppure della legge federale sull'assistenza internazionale in materia penale (AIMP).

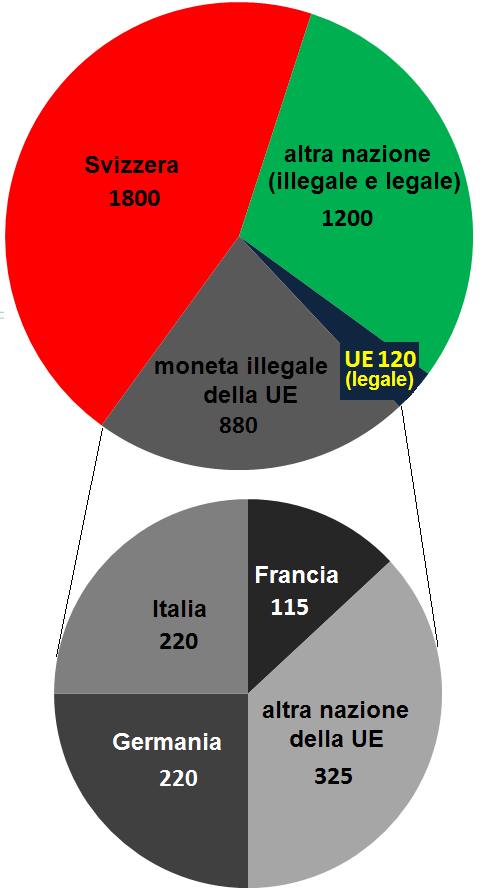
Capital Market svizzero in miliardi di franchi; dati da uno studio KPMG e Helvea

A seguito delle pressioni internazionali per la crisi economica, il 13 marzo 2009 il consigliere federale e capo del dicastero delle finanze Hans-Rudolf Merz ha annunciato la revisione delle norme sul segreto bancario svizzero, allineandosi con le richieste dell'OCSE. A ciò è seguita la stipula di una serie di nuove convenzioni per la doppia imposizione che prevedono la possibilità di scambio di dati tra gli istituti di credito elvetici e le istituzioni straniere anche qualora vi sia richiesta esplicita e fondati sospetti di evasione fiscale. La decisione ha sollevato forti polemiche interne. Nel febbraio 2011 il governo ha annunciato l'intenzione di estendere l'assistenza alla comunicazione del numero di conto bancario del presunto reo.
A partire dal 2017 le banche svizzere hanno iniziato a raccogliere i dati relativi ai propri clienti che risiedono all'estero in modo che l'amministrazione fiscale possa procedere, dal 2018, allo scambio automatico di informazioni con le autorità fiscali estere convenzionate.
Sono esclusi i Paesi non convenzionati ed i cittadini residenti in Svizzera.

## Aspetti controversi
Il contenzioso che oppone da anni Svizzera ed Unione europea (Italia in particolare) verte sul fatto che le autorità elvetiche si rifiutano di dar seguito a rogatorie internazionali per evasione fiscale visto che la stessa (a differenza della frode fiscale che implica invece la falsificazione di documenti) non è considerata reato dal diritto elvetico, ma è soggetta solo a sanzioni amministrative.
Le parti hanno trovato un accordo che prevede da parte svizzera l'applicazione di una ritenuta fiscale del 35% sugli interessi provenienti da capitali d'investitori con domicilio in un paese europeo. La stessa (in misura del 75%) viene poi bonificata all'UE garantendo l'anonimato dei clienti. Questa misura, in contrasto con i tentativi di eludere il pagamento delle tasse sul capitale, è stata modellata su un sistema già in vigore in Svizzera (imposta preventiva) che prevede, per clienti residenti in Svizzera, una ritenuta fiscale alla fonte del 35% sui ricavi da investimenti finanziari, che può essere recuperata dal cliente solo ed unicamente dichiarando tali averi alle autorità fiscali. Nel 2015, in base ad una convenzione firmata con l'Italia, è stato reso possibile lo scambio automatico di informazioni tra i due paesi, facendo venire meno la riservatezza nei rapporti tra i due Stati.

## Whistleblower
Negli anni sono saliti alla ribalta diversi scandali del sistema bancario svizzero relativi all'applicazione della particolare normativa riguardante il segreto bancario, che è stato infranto da alcuni Whistleblower che hanno trafugato numerosi dati di conti di clienti. In alcuni casi i dati sono stati resi pubblici, in altri sono stati acquistati da governi per perseguire i propri cittadini evasori fiscali (nella fattispecie gli Stati Uniti d'America e la Germania).
Di seguito si riportano i nomi dei whistleblower: nel 2008 Sina L. e Wolfgang U.  consegnano alla Germania centinaia di dati bancari riguardanti cittadini tedeschi relativi alla banca Julius Bar e UBS, Credit Suisse paga alla Germania centocinquanta milioni di euro di multa. Nel 2009 Hervé Falciani consegna i dati di 130000 clienti HSBC della sede di Ginevra alla Francia. Rudolf Elmer. Nel 2008 Bradley Birkenfeld ex dipendente Ubs, consegna i dati alle autorità statunitensi.